# 横浜市立能見台小学校
横浜市立能見台小学校（よこはましりつ のうけんだいしょうがっこう）は、神奈川県横浜市金沢区能見台にある市立小学校。

## 概要
1976年から釜利谷地区開発が進められ、1983年には「京急ニュータウン金沢能見台」と命名された新規分譲地の販売が開始された。そうした中で1986年には開校準備委員会が設置され、能見台小学校が設置されることとなった。
校舎の建設予定地での遺跡発掘が完了し、1987年6月には建設工事が着工。1988年4月に開校式が執り行われた。開校時の児童数は229名で、教職員は17名であった。

## 沿革
出典
- 1986年（昭和61年）11月 - 能見台小学校開校準備委員会設置。
- 1987年（昭和62年）6月 - 遺跡発掘後、校舎建設工事着工。
- 1988年（昭和63年）
  - 4月 - 開校。開校式挙行。この時点の教職員数は17名、児童数は229名。第1回入学式挙行（最初の新入生は43名）。
  - 5月 - 全学年給食開始。
  - 6月 - 最初のプール開き。
  - 11月 - PTA設立準備委員会発足。
- 1989年（平成元年）
  - 3月 - 第1回卒業証書授与式挙行（最初の卒業生は男子19名・女子23名の計42名）。
  - 5月 - 第1回PTA総会開催。
  - 12月 - 校章制定。
- 1992年（平成4年）
  - 1月 - 市民図書室開設。
  - 11月 - 創立5周年記念式典挙行。
- 1993年（平成5年）11月 - 校歌発表記念式典挙行。
- 1995年（平成7年）
  - 2月 - 能見台南小学校開校準備委員会発足。
  - 5月 - 国際理解教育開始し、外国人講師を迎える会を開催。
- 1996年（平成8年）
  - 3月 - 能見台南小へ移る児童のお別れ会開催。
  - 6月 - 創立10周年記念事業・実行委員会発足。
- 1997年（平成9年）
  - 8月 - 児童用パソコン搬入（10台）、コンピュータ室の設置。
  - 11月 - 創立10周年記念式典挙行。
- 2000年（平成12年）6月 - はまっ子ふれあいスクール開設式挙行。
- 2001年（平成13年）
  - 1月 - 校庭改修工事完成。
  - 11月 - 能見台っ子フェスティバル開催。
- 2002年（平成14年）11月 - 創立15周年記念として、朝会時和太鼓披露演奏。
- 2004年（平成16年）
  - 3月 - 防犯カメラ設置。
  - 6月 - 不審者侵入時対応訓練。
- 2005年（平成17年）
  - 3月 - 校内緊急連絡システム設置。
  - 6月 - 誘拐防止講習会開催。
  - 9月 - PTAが、法被120着作成購入。
  - 12月 - 昇降口に電気錠とカメラ設置。
- 2006年（平成18年）
  - 4月 - 能見台小放課後キッズクラブ開設。
  - 9月 - 英語活動の授業開始（1学年～6学年）。
- 2007年（平成19年）10月 - 創立20周年記念式典記念式挙行。
- 2010年（平成22年）
  - 4月 - メール配信導入。
  - 7月 - トイレ洋式化工事実施。
- 2011年（平成23年）
  - 3月11日 - 14時46分頃に東日本大震災が発生したが、校舎損傷等の被害は無かった。
  - 7月 - 正門の門扉設置（改修）工事実施。
- 2012年（平成24年）10月 - 創立25周年記念航空写真撮影。
- 2013年（平成25年）6月 - 一般教室空調化工事実施。

## 児童数
児童数の推移は以下の通り。
| 1988年（昭和63年） | 241人 |  |
| 1993年（平成5年）  | 629人 |  |
| 1998年（平成10年） | 584人 |  |
| 2003年（平成15年） | 588人 |  |
| 2008年（平成20年） | 619人 |  |
| 2013年（平成25年） | 548人 |  |
| 2018年（平成30年） | 419人 |  |

## 交通アクセス

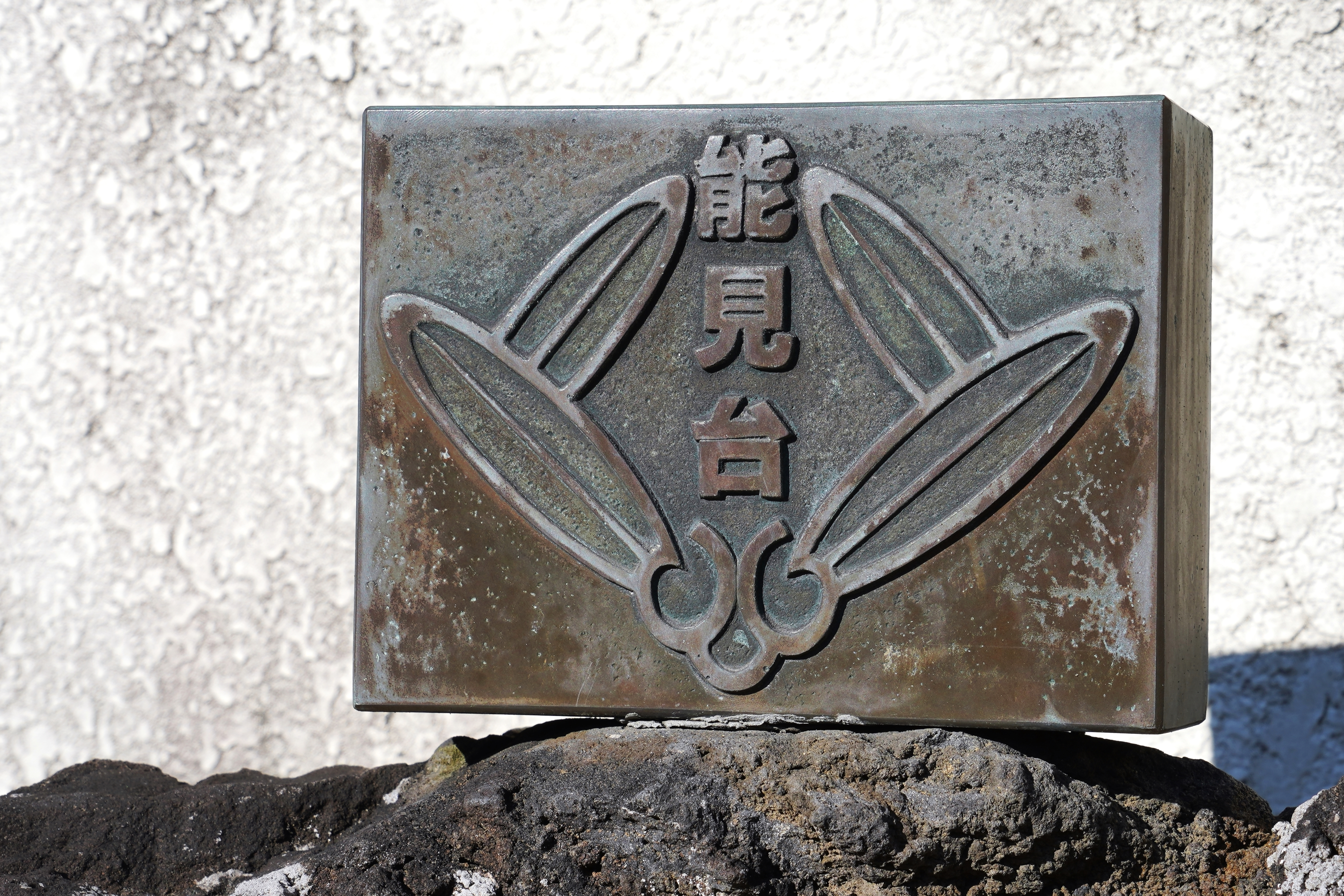
校章が刻まれた金属プレート

- 京浜急行電鉄本線能見台駅下車後、徒歩15分。
- 京浜急行バス「能1」・「能2」・「能3」・「文9」の各系統[5]で、「中央公園入口」バス停下車後、徒歩3分。